# Georges Hilbert
Pour les articles homonymes, voir Hilbert (homonymie).
Georges Hilbert, né le 20 mars 1900 à Nemours (Djemaa el Ghazaouet) en Algérie et mort le 6 septembre 1982, est un sculpteur animalier français.

## Biographie
Georges Hilbert était un adepte de la taille directe, spécialisé dans la sculpture animalière. Ses œuvres sont connues dans le monde entier, en Europe et aux États-Unis pour l'essentiel. Il a vécu de nombreuses années à Sèvres dans les Hauts-de-Seine, au 30, rue Georges Bonnefous où il avait sa maison et son atelier.
À 17 ans, Georges Hilbert entre à l'École des beaux-arts d'Alger où il est formé par Georges Béguet. Ce professeur a également formé dans la même école, qui a été créée en 1881, les sculpteurs algérois Paul Belmondo, Henri Laithier et André Greck. Il est ensuite élève des écoles des arts décoratifs et des beaux-arts de Paris et commence sa carrière concrètement au Salon des Tuileries en 1926.
En 1931, Hilbert rejoint le groupe des Douze créé par son ami François Pompon qui a été pendant de nombreuses années un praticien d'Auguste Rodin. Cette association rassemble notamment des sculpteurs comme Charles Artus (1897-1978), Marceau Lémar (1892-1941) dit Marcel Lémar, Jeanne Poupelet, Adrienne Jouclard, Paul Jouve, Jean-Claude de Saint-Marceaux ou Georges Guyot. Il a parmi ses amis le sculpteur Paul Belmondo, les peintres Jean Dubuffet, Bernard Buffet et Maurice Savreux (1884-1971). Mais le plus proche de lui est sûrement André Suréda (1872-1930) qui est considéré comme l'un des meilleurs peintres orientalistes de sa génération. Hilbert sera entre autres l'exécuteur testamentaire de son épouse Alice Suréda.
Georges Hilbert fait partie des membres du Conseil d'administration de la Société Nationale des Beaux Arts durant la deuxième moitié des années 1970.
Membre de l'Institut (Académie des beaux-arts, 2e section, « sculpture », fauteuil IV) depuis 1973, Georges Hilbert a toujours refusé de porter l'uniforme de rigueur. À sa mort, son fauteuil est transféré à la section « cinéma et audiovisuel », avant que René Clément y soit élu en 1986.
Hilbert a notamment reçu le premier prix de sculpture, attribué par la fondation américaine Blumenthal dont l'objectif est de promouvoir la pensée et l’art français aux États-Unis. Il deviendra par la suite secrétaire général de l’association des Lauréats de la Fondation Florence Blumenthal. En 1928, George Blumenthal a acquis pour sa collection personnelle une sculpture de Georges Hilbert.
Il obtient le grand prix de l’architecture lors de l'Exposition des Arts décoratifs de 1925 à Paris pour l'œuvre collective Pergola de la Douce France. Pour évoquer la chevalerie, il sculpte un cheval sur une des huit plaques en pierre de Lens qui composent cette œuvre. Son ami François Pompon sculpte quant à lui le sanglier d'une autre plaque. Après l'exposition de Paris, l'œuvre est transférée à Étampes où elle est remontée en 1935 au pied de la tour Guinette sous l'égide de la municipalité, soucieuse d'ajouter à la ville un attrait touristique.
En 1973, le prix Édouard-Marcel Sandoz offert par la Fondation Édouard et Maurice Sandoz lui est décerné pour l’ensemble de son œuvre.
Georges Hilbert s'est éteint le 6 septembre 1982, quelques années après le décès de son épouse Janicotte.

## Œuvre
Toutes dimensions en cm
- La Loutre (Bronze - 46 - Dernière adjudication : Ader, Tajan 06/06/1990)
- Poney (Bronze - 20 - Dernière adjudication : 05/11/2004)
- Le Cheval (1925 - Pierre - Jardin public de la Tour Guinette à Étampes, Plaque décorative)
- Carlin (1926 - Bronze)
- Tête de bouledogue (1926 - Granit poli)
- Le Fennec (1929 - Marbre rosé - 37,5 - Dernière adjudication : 12/11/2000)
- La Buse (1929 - Pierre)
- Deux kangourous (1930 - Pierre - 170 x 130 x 93)[1]
- Jeune Cerf (1933 - Granit gris - 50 x 70 x 35)
- Ours brun (1935 - Grès émaillé - 13,5)
- Kangourou (1936 - Bronze)
- Rapace (1954 - Marbre)
- Rongeur (Sculpture - 18,5 x 22 - Dernière adjudication : 08/04/2008)
- Cinq bas-reliefs de la façade nord de la fauverie de la ménagerie du Jardin des plantes de Paris[2].

## Expositions
- Exposition des Arts décoratifs (Paris, 1925)
- Exposition à la galerie Arden Studio (New York, 1928)
- Exposition du Groupe des Douze à l'hôtel Ruhlman (Paris, 8 avril au 7 mai 1932)

## Musées
Les œuvres de Georges Hilbert sont notamment exposées dans les musées suivants :
- Metropolitan Museum of Art, de New York (New York, États-Unis) ;
- Musée de Toledo (Ohio, États-Unis) ;
- Musée de Denver (Colorado, États-Unis).

## Ouvrages écrits par Georges Hilbert
- Souvenir de Corot 25e exposition-anniversaire Viroflay, 24 pages (édité par Hautenne en 1977)

- Discours prononcés, dans la séance publique tenue par l'Académie des beaux-arts le 25 juin 1975, pour la réception de Georges Hilbert : élu membre de section de sculpture en remplacement de Claude Grange (écrit avec Georges Cheyssial et édité en 1975 par l'Institut de France, Paris). A compléter par l"loge d'Hilbert par son successeur :.
- Discours prononcés,dans la séance publique tenue par l'Académie des beaux-arts le 2 décembre 1987, pour la réception de M. René Clément,: élu membre de section des créations artistiques dans le cinéma et l'audiovisuel en remplacement de M. Georges Hilbert, Institut, 1987-n°29.